# Whiplash Smile
Whiplash Smile ist der Titel des 1986 veröffentlichten dritten Albums von Billy Idol. Es enthielt die Single-Hits To Be a Lover, Don’t Need a Gun und Sweet Sixteen. Whiplash Smile war gleichzeitig das vorerst letzte Album, das unter Beteiligung des Gitarristen Steve Stevens entstand. Idol und Stevens nahmen ihre Zusammenarbeit erst Anfang der 2000er Jahre wieder auf.

## Hintergrund
Billy Idol hatte im November 1983 sein bis heute erfolgreichstes Album, Rebel Yell, veröffentlicht, das in den USA mit Doppelplatin ausgezeichnet wurde, in Deutschland eine Goldene Schallplatte und in Großbritannien eine silberne erhielt. Aus dem Album waren vier erfolgreiche Singles ausgekoppelt worden, außerdem wurde es am 14. Januar 1985 mit Doppelplatin ausgezeichnet. Die Tournee zu diesem Album dauerte zehn Monate.
Mit dem Erfolg stieg auch Idols Drogenkonsum. Er nahm regelmäßig Kokain, das er sich zuvor nicht hatte leisten können. Privat lief es auch nicht besonders gut für ihn, nachdem sich seine Lebensgefährtin, Perri Lister, von ihm getrennt hatte. Neben der Tatsache, dass seine schlechte Grundstimmung sich auf das Songwriting auswirkte, entschloss sich der Sänger, das Material für sein Album allein zu schreiben. Außerdem entschloss er sich zu einem musikalischen Richtungswechsel:

Whiplash Smile had a lot of potential. It should have been a worthy successor of Rebel Yell, an album featuring a real band working, rehearsing, and recording songs collaboratively. But I insisted that I should be the only one writing songs, and in true punk fashion, I insisted on doing something completely different, making this album a synthesizer album.

„Whiplash Smile hatte viel Potential. Es hätte ein würdiger Nachfolger von Rebel Yell sein sollen, das Album einer richtigen Band, die gemeinsam Songs erarbeitet, probt und aufnimmt. Aber ich bestand darauf, dass ich der einzige sein sollte, der Songs schreibt, und in echter Punk-Manier bestand ich darauf, etwas vollständig anderes zu machen und es ein Synthesizer-Album werden zu lassen.“

Für die Aufnahmen für das Album bediente er sich seines langjährigen Songwriting-Partners und Gitarristen Steve Stevens, ferner wurden verschiedene Studiomusiker hinzugezogen. Zu ihnen gehörte neben Phil Ashley und Richard Tee auch Harold Faltermeyer, mit dem Steve Stevens nebenbei den später mit einem Grammy ausgezeichneten Titel Top Gun Anthem für den Soundtrack zum Film Top Gun schrieb. Die Produktion lag in den Händen von Keith Forsey.
Für das Album wurde eine Coverversion des Liedes I Forgot to Be a Lover von Booker T. Jones und William Bell aufgenommen, das Idol zuerst in einer Reggae-Version auf einem Album von George Faith gehört hatte. Es wurde unter dem Titel To Be a Lover als erste Single aus dem Album veröffentlicht. Auf einer Party lobte Steve Cropper Idols Version des Liedes, auf dessen Originalaufnahme er 1968 Gitarre gespielt hatte.

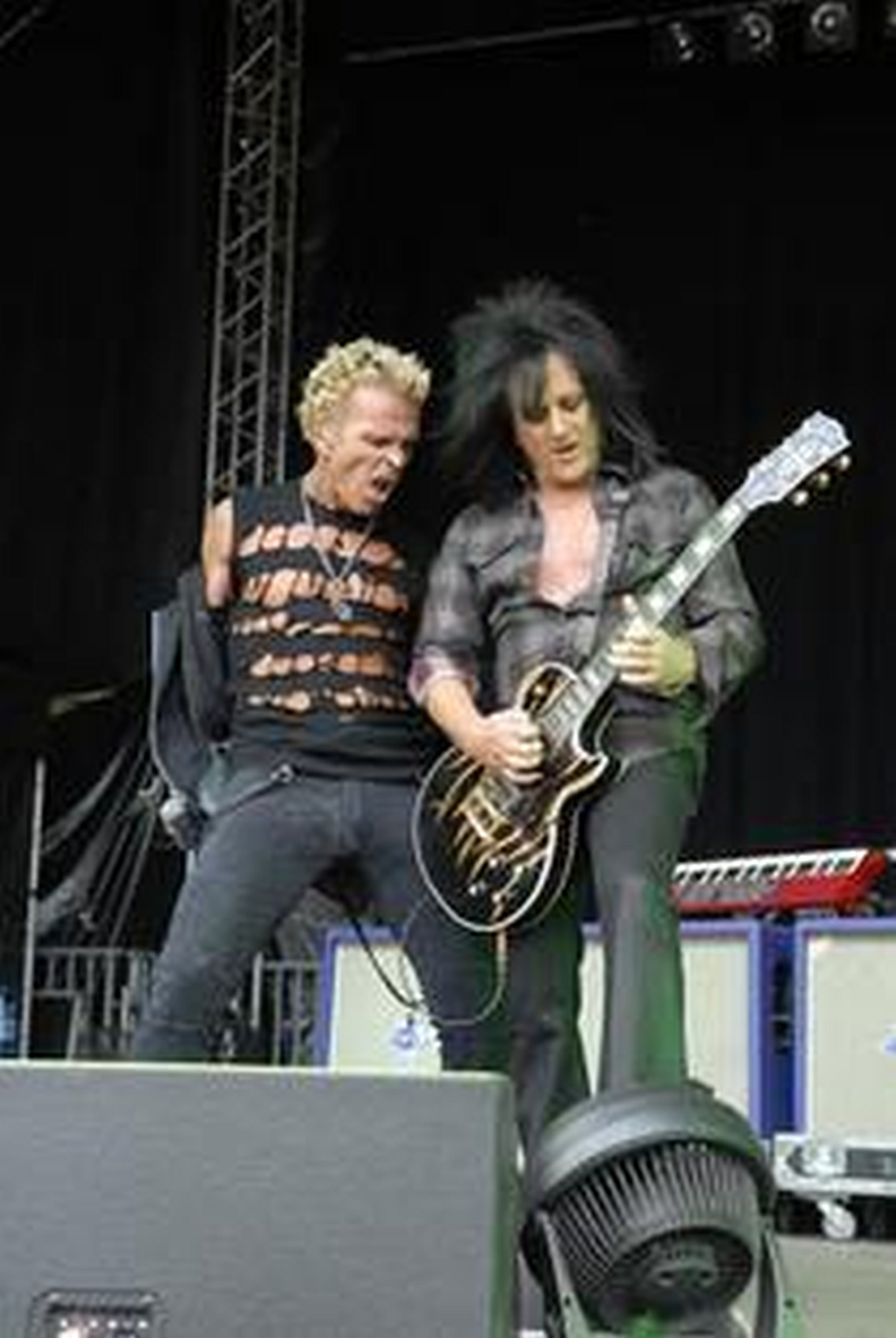
Billy Idol und Steve Stevens 2010

Dieses Lied war noch am ehesten nach dem Geschmack von Gitarrist Steve Stevens, weil das Lied ein relativ hohes Tempo hatte und im Stil des Rockabilly gehalten war. Idol lobte in seiner Autobiografie ausdrücklich Stevens Gitarrenarbeit bei diesem Song. Doch der Gitarrist war unzufrieden mit der Richtung, die musikalisch eingeschlagen wurde:

“(...) But then the decision was made to use a lot of drum machines and sequencers on the next album. Already, I didn’t think we had tunes that were as good as the older ones and it was hard to fit in aggressive guitars – which was my thing – to a drum machine. There was a fair amount of drugs and alcohol, too, which didn’t help either. I kind of lost interest.”

„(...) Aber dann wurde entschieden, das auf dem nächsten Album jede Menge Drumcomputer und Sequenzer benutzt werden sollten. Ich dachte ohnehin nicht, dass wir Lieder hätten, die so gut wie die älteren waren, und es war schwierig, aggressive Gitarren – die ja mein Ding waren – mit einem Drumcomputer zu kombinieren. Es gingen auch jede Menge Drogen und Alkohol rum, was auch nicht half. Irgendwie verlor ich das Interesse.“

Obwohl sich bereits zu diesem Zeitpunkt die Gelegenheit zu einer Veränderung ergab, weil Ted Templeman bei Stevens anfragte, ob er Interesse an einer Zusammenarbeit mit David Lee Roth habe, entschied sich Stevens zunächst für den Verbleib bei Idol, weil Whiplash Smile bereits zu drei Vierteln aufgenommen und eine Tournee gebucht war. Allerdings bot ihm Warner Bros. kurz darauf einen Plattenvertrag für eine Solokarriere an.
Dennoch brachte er sich in den Produktionsprozess ein: Vier der Lieder des Albums, Worlds Forgotten Boy, Man for all Seasons, Fatal Charm und One Night, One Chance entstanden mit seiner Beteiligung. Alle anderen Lieder mit Ausnahme von To Be a Lover wurden von Idol geschrieben, und alle ausgekoppelten Singles waren ebenfalls Idol-Kompositionen.
Die letzte ausgekoppelte Single war Sweet Sixteen, das von der wahren Geschichte von Edward Leedskalnin inspiriert ist, einem lettischen Emigranten, der das Coral Castle in Florida im Alleingang errichtete. Das Lied wurde bereits während der Entstehung von Idols Album Rebel Yell aus dem Jahr 1983 geschrieben. Idol bezeichnete es 2014 als „Klagelied von Herzen“. Er fügte hinzu, dass das Schloss Leedskalnins das „Korallendenkmal“ für seine frühere Liebe war, Sweet Sixteen jedoch Idols Denkmal für Perri Lister.
Das Album wurde im Oktober 1986 veröffentlicht, Steve Stevens absolvierte noch die Tournee, dann stieg er aus dem Unternehmen Billy Idol aus.

## Titelliste
| Nr.          | Titel                        | Autor(en)                     | Länge |
| ------------ | ---------------------------- | ----------------------------- | ----- |
| 1.           | Worlds Forgotten Boy         | Billy Idol, Steve Stevens     | 5:40  |
| 2.           | To Be a Lover (Coverversion) | Booker T. Jones, William Bell | 3:41  |
| 3.           | Soul Standing By             | Idol                          | 4:35  |
| 4.           | Sweet Sixteen                | Idol                          | 4:14  |
| 5.           | Man For all Seasons          | Idol, Stevens                 | 4:38  |
| 6.           | Don’t Need a Gun             | Idol                          | 6:15  |
| 7.           | Beyond Belief                | Idol                          | 4:00  |
| 8.           | Fatal Charm                  | Idol, Keith Forsey, Stevens   | 3:51  |
| 9.           | All Summer Single            | Idol                          | 4:33  |
| 10.          | One Night, One Chance        | Idol, Stevens                 | 3:52  |
| Gesamtlänge: | Gesamtlänge:                 | Gesamtlänge:                  | 45:29 |

## Rezeption
Whiplash Smile wurde am 13. Januar 1987 in den USA mit einer Goldenen Schallplatte ausgezeichnet und erhielt am selben Tag Platin für 1 Mio. verkaufte Alben.